# Scud (banda)
Scud é uma banda brasileira que surgiu no início da década de 1990 em Teresina, capital do estado do Piauí. Fundada pelo então baixista Marcelo Alelaf que convidou o guitarrista Thyrso Neto e o baterista Maurício Barros para fazerem parte da primeira formação da banda, ambos oriundos da banda piauiense Avalon.
Em 1992 Thyrso Neto deixa a banda, e em seu lugar convocam o guitarrista Joe Ferry, ex-Black Mass (PA), vindo da cidade de Belém, estado do Pará, para junto com o baixista Fawster Teles, ex-Fahrenheit (PI), transformarem o Scud em um quarteto. Nesse período Marcelo Alelaf passa a tocar guitarra e a segurar em definitivo o vocal principal da banda. Após a saída do baterista Maurício Barros em 1994, a banda passa por um longo período de hibernação. Marcelo Alelaf se transfere para sua cidade natal Parnaíba, no litoral do Piauí em 1996, levando em sua bagagem todo o equipamento da banda.
No ano de 2000, na virada do século, conhece o baterista Fabio Nascimento, ex-Morbid Whisper (DF), e o convida para novamente colocarem a banda na ativa, chamando depois Klécius Oliveira para o baixo, que este, em 2005, deixa a banda para o retorno de Fawster Teles, ex-Zorates (PI). No ínício de 2009 Fawster Teles deixa a banda, e essa lacuna só foi preenchida novamente no início de 2011 pelo baixista Leandro Magu, ex-Attma (PI). O Scud no momento é um projeto musical com o músico Marcelo Alelaf. 

## O Scud dentro da história do rock no Piauí
Praticamente, a banda Scud faz parte da segunda geração do rock pesado no estado do Piauí, que em sua origem surgiu com a Vênus (banda) em 1982. O que demonstra, que o estilo que na década de 60 invadiu o mundo com a famosa “Invasão Britânica” feita pelos Beatles ainda é novo aqui na terra de Torquato Neto. Tendo em vista tocarem um estilo musical muito distante da Cultura da região Nordeste do Brasil, mas não por isso, seja menos importante. Estes músicos pioneiros tiveram e ainda têm grande importância, no sentindo, de colocar o rock dentro da cultura do Piauí junto às outras formas de expressões culturais.
Após a sua passagem pela banda Vênus e gravarem o primeiro disco de heavy metal do Piauí, Ico Almendra e Thyrso Neto formam a banda Avalon, que ainda pode ser considerada da primeira geração do rock pesado do Piauí. Dois remanescentes desta primeira safra de roqueiros, Thyrso Neto e Mauricio Barros, continuam a saga e convidam Marcelo Alelaf para uma nova banda o SCUD. Foi logo após a volta do batera Mauricio Barros de São Paulo.
Isto aconteceu em uma época que instrumentos e equipamentos musicais de boa qualidade na sua maioria tinham que ser importados e difíceis de serem adquiridos, os músicos de heavy metal piauienses tentavam tirar sons cada vez mais pesados e mais distorcidos com instrumentos nacionais das marcas Giannini e Tonante, pioneiras em fabricação de guitarras elétricas  no Brasil.

## História

### 1990 – 1994
Em meados dos anos 90, quando a Guerra do Golfo foi declarada, o baixista Marcelo Alelaf convidou para formar uma banda de rock pesado o guitarrista Thyrso Neto, ex-Avalon e ex-Vênus (banda). Mas ainda faltava um baterista para iniciar o projeto. Foi quando Maurício Barros retornou de São Paulo para Teresina após o lançamento do LP Split Stop the Fire do Avalon em terras paulistas, assim, Thyrso Neto o convidou para integrar a primeira formação da banda Scud.
O nome Scud foi escolhido quando os integrantes buscavam em livros de guerra e armamentos os significados e traduções de alguns nomes e termos usados pelos militares. E quando se depararam com o significado peculiar de "Nuvens Levadas Pelo Vento" relacionado ao nome Scud não houve dúvida na escolha.
Com a banda formada, logo iniciaram os ensaios visando à gravação e registro de seu primeiro trabalho, que foi lançado em 1991 no formato de demo tape (fita cassete). Esse primeiro trabalho foi gravado e mixado em 16 canais e em 20 horas no Scandinavium Studios com os engenheiros de som e irmãos escoceses Per-Arme Johansson e David Johansson na cidade de Teresina, Piauí. Contando com oito músicas, a demo tape recebeu o nome de Lampião, em homenagem a Virgulino Ferreira da Silva, um cangaceiro que fez história na região Nordeste do Brasil no século XIX.
A canção título Lampião, junto com Why Fear? e Slipping Away, fez sucesso logo de cara com os headbangers, mas nada comparada a balada Appearence cantada por Thyrso Neto. Com a demo tape Lampião o Scud já recebe críticas positivas em vários fanzines e revistas especializadas da época, entre elas a Rock Brigade.
Pouco tempo depois, em 1992, o guitarrista Thyrso Neto deixa a banda, e logo começa uma busca para a procura de um substituto. Foi quando o guitarrista paraense Joe Ferry de férias em Teresina e visitando alguns familiares foi convidado pelo Scud para ingressar na banda. O baixista Marcelo Alelaf aproveitou a reformulação da banda para mudar de instrumento e com a entrada do baixista Fawster Teles o Scud de trio virou quarteto.
Em 1993, o Scud entrou novamente no Scandinavium Studio para gravar o seu então mais novo trabalho, que a princípio seria um LP em vinil com oito músicas. A finalização do repertório desse lançamento se deu de forma parcial, pois a banda resolveu, em meio à transição do LP para o CD -Compact Disc,  com o intuito de arrecadar dinheiro, colocar no mercado apenas Bean With Rice e Shout no formato de em um mini-compacto vinil intitulado Shout pela gravadora paulista We Love Money. Logo o material se espalha pela cena roqueira do Meio-Norte e por vários estados do Brasil. Os shows de divulgação do compacto Shout lotavam as casas por onde passavam.Em mio à divulgação da gravação, o baterista Maurício Barros se desliga da banda no ano de 1994. Depois de alguns testes e contatos com outros bateristas, o Scud não consegue encaixar nenhum integrante, e o guitarrista Joe Ferry resolve voltar para Belém, capital do estado do Pará. Assim a banda entra em um recesso que só seria quebrado na virada do século.

### 2000 - 2011
Na virada do século, o Scud estabeleceu-se no Delta do Parnaíba, na cidade de Parnaíba, litoral do estado do Piauí. O guitarrista Marcelo Alelaf volta a produzir a banda, articulando-se com o baterista Fabio Nasc, oriundo da banda de metal Morbid Whisper, de Brasília, no Distrito Federal. Ensaiaram por quase um ano, apenas com arranjo de um guitarra e bateria, quando juntaram-se ao baixista Klécius Oliveira, compondo o trio que gravaria um demo-CD single, "Shut Eyes" que em 2005, seria escolhida para integrar o DVD – Piauí Pop 2005.  Ainda em 2005 entram no Studio Perfil na cidade de Parnaíba para gravarem seu debut álbum Clouds Taken By The Wind, produzido por Marcelo Alelaf e Frank Nascimento. Após as gravações, Klécius Oliveira se desliga da banda e em seu lugar retorna para o posto de baixista Fawster Teles, ex-integrante da banda teresinense Zorates. A estreia de Fawster Teles se deu justamente nos eventos que marcaram o lançamento do Cd Clouds Taken By The Wind em 2006.
Com a banda na ativa, começam a se apresentar novamente em cidades da região Meio-Norte e nos festivais Piauí Pop (2005, 2006 e 2007) e Teresina Pop (2003, 2004, 2005, 2006, 2007, 2008 e 2011). Na busca por uma vaga para participar do Brasil Metal Union 2006, evento realizado no período de 12 a 19 de agosto em São Paulo, a banda Scud ficar em primeiro lugar no estado do Piauí em uma votação realizada em todo o Brasil pela BMU (Brasil Metal Union) totalizando a quantia de 51,05% dos votos.
Vence, e recebe o Prêmio Solcultura de Música em maio de 2006 como melhor banda de rock do Piauí. Entre os premiados, dois nomes confirmam mais uma vez a aceitação do público. Acesso e Scud estiveram entre as três bandas regionais mais votadas para tocarem no Palco Torquato Neto, um dos principais espaços do festival, em 2006. E, em julho de 2006, o Scud sobe no Palco Torquato Neto para tocar ao lado de Los Hermanos, Barão Vermelho, Lulu Santos e Detonautas no palco principal do Piauí Pop 2006. Participa de mais uma edição do Teresina é Pop.
O CD Clouds Taken By The Wind recebe críticas positivas das revistas Roadie Crew, Rock Hard-Valhalla, Rock Brigade, tanto na sua versão impressa como on-line, e no site Whiplash.net. Na web, entrevistas e reviews no Source Webzine, Dynamite, Strike Virtual Magazine, Thundergod, Nas webs rádios foi destaque na Rádio Backstage e Shock Box. Nesse período, o Scud recebe o suporte do selo paulista Voice Music para ajudar na distribuição do cd Clouds Taken By The Wind. A banda também foi honrado com um cartoon na revista Roadie Crew #97 na sessão Roadie Mail feito pelo cartunista Marcio Baraldi criador do personagem Roko-Loko.
O Scud foi uma, dentre 50 bandas de todo o Brasil, a ser convidada pela Roadie Crew (revista especializada de maior circulação nacional) a participar no dia 8 de abril de 2007, em Salvador, capital da Bahia, do Wacken Metal Battle Brasil 2007, uma seletiva para uma vaga no Wacken Open Air 2007, evento este que acontece todo ano na Alemanha. A banda ficou em terceiro lugar na seletiva. Em julho novamente participam do Piauí Pop, edição 2007.
No segundo semestre de 2007, o Scud faz sua primeira turnê nacional com 11 shows, que percorreu 8.695 kms e passou em nove Estados do Brasil (Piauí, Pernambuco, Bahia, Minas Gerais, São Paulo, Goiás, Distrito Federal, Maranhão) entre os meses de setembro a dezembro, e com todo o seu ride técnico na bagagem. E que pode ser acompanhado por todos pelo Diário de Bordo da banda
No primeiro semestre de 2008 a Winds Northeasthy Tour teve que ser cancelada devido a uma intervenção cirúrgica que o vocalista Marcelo Alelaf teve que se submeter devido ao rompimento do Tendão de Aquiles durante a prática de capoeira. Durante sua recuperação, a banda entra em estúdio novamente para gravar o Ep Unofficial #19, com as canções Why Die e Red Chaos, em formato digipack color.
Nos meses de agosto, setembro e outubro de 2008, o Scud faz sua segunda turnê nacional, a Winds Tour 2008 ainda em divulgação do cd Clouds Taken By The Wind, e inicia a turnê no dia 14 de agosto no Teresina é Pop 7, evento que comemora o aniversário da capital piauiense e depois realiza 13 shows em seis estados do Brasil (Piauí, Pernambuco, Bahia, Minas Gerais, Goiás, Maranhão).  Neste mesmo período lançam a SCUD TV – Canal #19, a primeira emissora de TV online de uma banda de rock do Brasil, que transmitiu flashes ao vivo da turnê, e as apresentações nos shows de Porto Seguro/BA e Coronel Fabriciano/MG.
No início de janeiro de 2009, o baixista Fawster Teles deixa a banda. E o Scud passa novamente a buscar um substituto para o cargo. 
Mas só no início de 2011 a banda se firma com o baixista Leandro Magu, ex-Attma. 

### 2012
No início de 2012, mais precisamente em maio, lança seu primeiro DVD, o SCUD | Live at Teresina é Pop 10 gravado no dia 13 de agosto de 2011.

### 2016
Em 2016 é tema principal do trabalho monográfico de Conclusão do Curso de  Licenciatura  Plena em História apresentado a  Universidade  Estadual do Piauí, (Campus Teresina) na monografia 'QUE  ROCK É  ESSE? - Uma análise das principais bandas  de  rock and roll teresinense e sua influência na cidade de Teresina na década de 90' - por Marcos Lopes.

### 2017
O vocalista Marcelo Alelaf participa do documentário "Aridez- Metal muito além do fim do mundo", roteirizado, dirigido e produzido por Erick Miranda.

### 2019
No dia 27 de abril de 2019 lança o SCUD TV - News no canal oficial da banda no YouTube com apresentação de Eliza Arré.

### 2020
Em 13 de julho de 2020 para a comemoração ao Dia Mundial do Rock durante a pandemia global de coronavírus e do distanciamento social, a banda realiza a SCUDlive | Dia Mundial do Rock  Onde transmitiu um show ao vivo que durou cerca de 2 horas pelo canal oficial da banda no YouTube.
Participa no dia 13 de novembro da 8ª edição do Roadie Crew Online Festival realizado pela revista Roadie Crew em parceria com a produtora Som do Darma e transmitido pelo canal oficial da Roadie Crew no YouTube.

### 2021
No momento está preparando seu novo trabalho intitulado Tremembés, nome da tribo indígena que primeiro habitou o litoral do Estado do Piauí.
O baterista Fábio Nascimento e o baixista Leandro Oliveira deixam a banda.

### 2023
No início de 2023, Marcelo Alelaf, consegue montar um mini home studio, o SCUD music, na Praia do Coqueiro, litoral do Piauí, para produzir, gravar, mixar e masterizar os próximos trabalho do Scud; e retoma as mixagens do álbum Tremembés. 
Dia 27 de janeiro de 2023 lança o single Caveman (Mix Preview) em todas as plataformas de streaming. O single é uma prévia de como esta sendo construída a sonoridade do próximo trabalho. 

## Discografia
- 2023 - Caveman (Mix Preview) (single)
- 2008 - Unofficial #19 (EP)
- 2006 - Clouds Taken By The Wind (CD)
- 2003 - Shut Eyes (single)
- 1993 - Shout (Mini Compacto Vinil 7")
- 1991 - Lampião (Demo-Tape k7)